# 高江洲義英
高江洲 義英（たかえす よしひで、1947年 - ）は、日本の医学者、精神科医。元東京農業大学教授。

## 来歴
- 1947年 - 出生
- 1971年 - 東京医科歯科大学医学部卒業。東京医科歯科大学神経精神医学教室にて研修
- 1979年 - 獨協医科大学精神神経医学教室講師
- 1985年 - 医療法人和泉会いずみ病院設立

いずみ病院院長。東京農業大学客員教授（前東京農業大学教授）。

## 受賞歴
- 1995年 - 日本芸術療法学会学会賞
- 2000年 - 第22回沖縄文化協会賞 仲原善忠賞[2]
- 2003年 - 日本文化デザイン大賞[1]（選考委員長 千住博)
- 2024年 - 瑞宝小紋章受賞

## 学会
- 日本芸術療法学会理事長[1]
- 西日本芸術療法学会理事
- 日本園芸療法学会初代理事長
- 人間植物関係学会前理事長
- 日本音楽療法学会評議員

## 著書

### 共著
- 大森健一, 高江洲義英編著『精神分裂病 : その理解と接し方』日本文化科学社 1983.2
- 大森健一, 高江洲義英, 徳田良仁編『芸術療法の諸技法とその適応決定』星和書店 1981.12 芸術療法講座 / 徳田良仁, 武正健一共編
- 高江洲義英, 入江茂編『コラージュ療法・造形療法』岩崎学術出版社 2004.10 芸術療法実践講座 / 飯森眞喜雄編 3
- 浅野房世、高江洲義英『生きられる癒しの風景 —園芸療法からミリューセラピーへ』人文書院、2008年6月。ISBN 9784409340394。

### 共訳
- ジャン＝ピエール、クライン、阿部惠一郎、高江洲義英（訳）『芸術療法入門』白水社、2004年11月。ISBN 9784560058800。